# Trenér roku

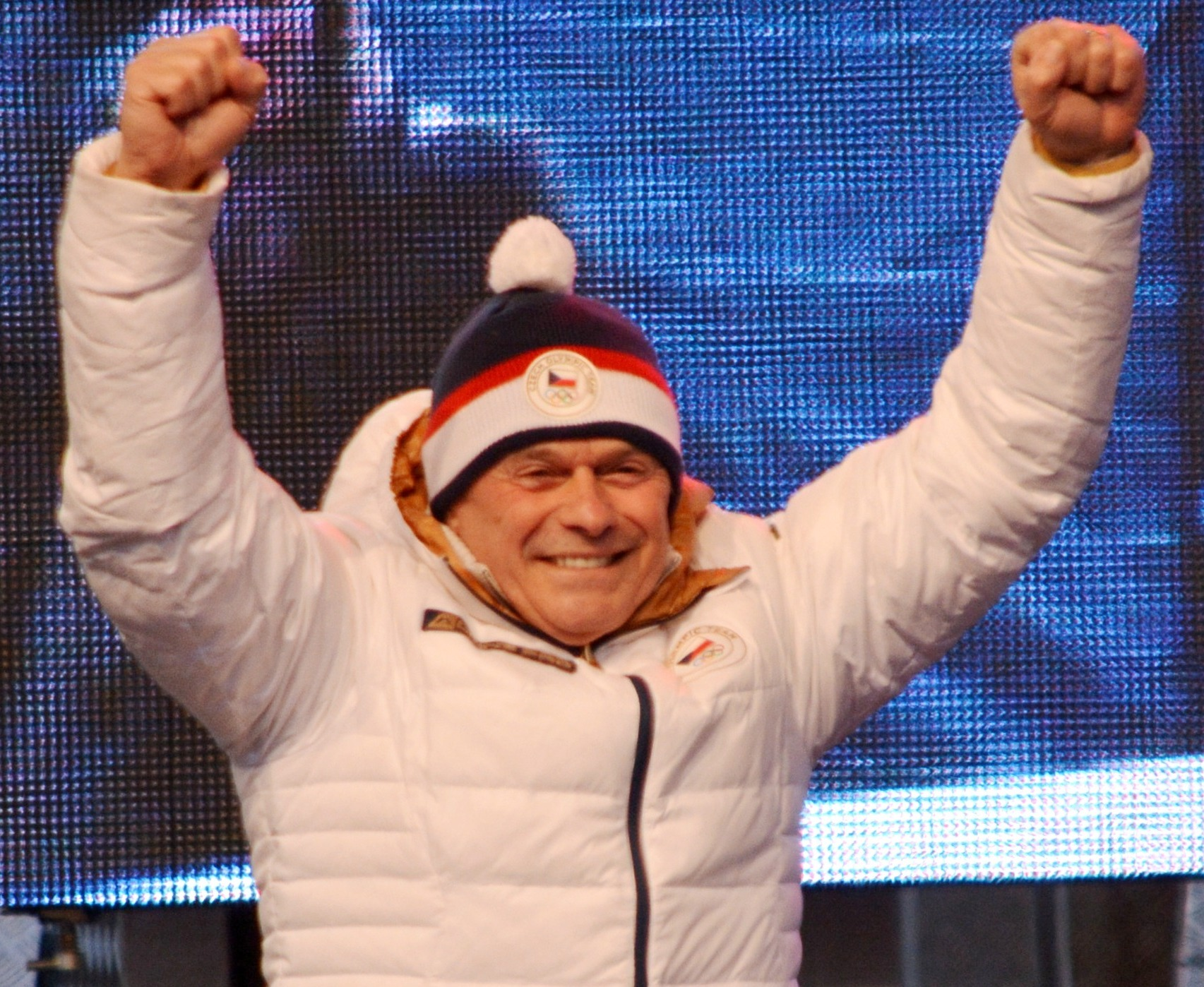
Rychlobruslařský trenér Petr Novák, první vítěz ankety Trenér roku

Trenér roku je anketa, kterou pořádá od roku 2013 Česká trenérská akademie při Českém olympijském výboru. Ocenění se uděluje na začátku následujícího roku za rok předcházející. Hlasují členové Unie profesionálních trenérů, která je součástí České trenérské akademie.
Do roku 2016 se vyhlašoval jen jeden hlavní vítěz, následně se začali odměňovat zvlášť nejlepší trenér v individuálních sportech a trenér v kolektivních sportech. Kromě toho se vyhlašují také jména trenéra objevitele, který se zasloužil o nalezení a přípravu nových talentů a trenéra paralympijských sportů. Současně se při galavečerech pravidelně uvádí několik osobností do trenérské Síně slávy, a to již od nultého ročníku pro rok 2012.
Zvláštního vítěze měla anketa za rok 2020. Tehdy kvůli pandemii covidu-19 došlo k dlouhodobému lockdownu včetně přerušení sportovních soutěží a uzavření sportovišť, a to jak u nás, tak v mezinárodním měřítku. Český olympijský výbor proto tehdy ocenil blíže neurčený okruh „nezlomných trenérů“, kteří se starali o to, aby sportovci a zejména mládež ani v tomto období neztratili zájem o sport.
Zvláštní cenu za celoživotní dílo udělila akademie v roce 2018 pedagogovi a metodikovi Josefu Dovalilovi, který se ve své akademické činnosti věnoval oblasti sportovního tréninku. Za rok 2019 byla udělena jiná dvě speciální ocenění: cena za mimořádný přínos pro basketbalovou trenérku Natálii Hejkovou a cena Trenér ovlivnitel pro osobního trenéra hokejového brankář Dominika Haška Josefa Bruka.

## Seznam vítězů

### Trenér roku
| rok  | společná kategorie                                                                                                  | individuální sporty                                                                                                 | týmové sporty |
| ---- | --- | --- | --- |
| 2013 | Petr Novák (rychlobruslení, trenér Martiny Sáblíkové)                                                               | sloučeno do jediné kategorie                                                                                        | sloučeno do jediné kategorie                                                                                        |
| 2014 | Ondřej Rybář (biatlon)                                                                                              | sloučeno do jediné kategorie                                                                                        | sloučeno do jediné kategorie                                                                                        |
| 2015 | Ondřej Rybář (biatlon)                                                                                              | sloučeno do jediné kategorie                                                                                        | sloučeno do jediné kategorie                                                                                        |
| 2016 | Petr Lacina (judo, trenér Lukáše Krpálka)                                                                           | sloučeno do jediné kategorie                                                                                        | sloučeno do jediné kategorie                                                                                        |
| 2017 | rozděleno na dvě kategorie                                                                                          | Ondřej Rybář (biatlon)                                                                                              | Jiří Zach (volejbal, trenér reprezentace juniorů do 19 let)                                                         |
| 2018 | rozděleno na dvě kategorie                                                                                          | Tomáš Bank (alpské lyžování, trenér Ester Ledecké)                                                                  | Ronen Ginzburg (basketbal, trenér mužské reprezentace)                                                              |
| 2019 | rozděleno na dvě kategorie                                                                                          | Petr Lacina (judo, trenér Lukáše Krpálka)                                                                           | Ronen Ginzburg (basketbal, trenér mužské reprezentace)                                                              |
| 2020 | „nezlomní trenéři“ – ocenění pro trenéry, kteří v době pandemie covidu-19 dokázali motivovat své svěřence ke sportu | „nezlomní trenéři“ – ocenění pro trenéry, kteří v době pandemie covidu-19 dokázali motivovat své svěřence ke sportu | „nezlomní trenéři“ – ocenění pro trenéry, kteří v době pandemie covidu-19 dokázali motivovat své svěřence ke sportu |
| 2021 | rozděleno na dvě kategorie                                                                                          | Petr Lacina (judo, trenér Lukáše Krpálka)                                                                           | Ronen Ginzburg (basketbal, trenér mužské reprezentace)                                                              |
| 2022 | rozděleno na dvě kategorie                                                                                          | Jiří Prskavec starší (vodní slalom, trenér Jiřího Prskavce)                                                         | Radim Rulík (lední hokej, trenér reprezentace do 20 let)                                                            |
| 2023 | rozděleno na dvě kategorie                                                                                          | Jan Železný (atletika, trenér Jakuba Vadlejcha)                                                                     | Andrea Tomatis (plážový volejbal, trenér páru Perušič, Schweiner)                                                   |

### Trenéři objevitelé
| rok  | trenér          | poznámka |
| ---- | --------------- | --- |
| 2014 | Bedřich Dvořák  | |
| 2014 | Zdeněk Grin     | |
| 2014 | Jan Svárovský   | |
| 2014 | Karel Vítek ml. | |
| 2014 | Miloš Havlíček  | |
| 2014 | Jiří Kvita      | otec tenistky Petry Kvitové                                                                                 |
| 2014 | Josef Šimáček   | objevitel judisty Lukáše Krpálka                                                                            |
| 2015 | Pavel Bičiště   | dříve trenér Martina Fuksy                                                                                  |
| 2015 | Václav Martin   | dříve trenér Kateřiny Kudějové                                                                              |
| 2016 | Václav Černý    | dlouholetý trenér mládeže HC Litvínov                                                                       |
| 2017 | Pavel Bakus     | první trenér Patrika Eliáše                                                                                 |
| 2017 | Ludvík Hajn     | dříve trenér Jana Štokra                                                                                    |
| 2018 | Miroslav Mach   | dříve trenér Tomáše Plekance                                                                                |
| 2019 | Otakar Mareš    | dříve trenér Dominika Haška                                                                                 |
| 2021 | Jan Klapáč      | dědeček a mentor Ester Ledecké                                                                              |
| 2022 | Aleš Suk        | učitel základní školy ve Vrchlabí, kde učil např. Evu Adamczykovou, Michala Krčmáře nebo Karolínu Erbanovou |
| 2023 | Josef Vosický   | trenér hokejové mládeže PZ Kladno                                                                           |

### Trenéři para sportu
| rok  | trenér                                       |
| ---- | -------------------------------------------- |
| 2022 | Jiří Bříza (para hokej, trenér reprezentace) |
| 2023 | Jan Šimek (para stolní tenis)                |

## Síň slávy
| jméno              | sport                 | rok uvedení | zdroj  |
| ------------------ | --------------------- | ----------- | ------ |
| Jiří Adam          | moderní pětiboj       | 2016        | [ 9 ]  |
| Josef Augusta      | lední hokej           | 2015        | [ 8 ]  |
| Jaroslav Baďura    | kanoistika            | 2014        | [ 7 ]  |
| Jiří Beran         | šerm                  | 2017        | [ 4 ]  |
| Lubor Blažek       | basketbal             | 2022        | [ 1 ]  |
| Jan Bobrovský      | basketbal             | 2016        | [ 9 ]  |
| Karel Brückner     | fotbal                | 2013        | [ 6 ]  |
| Emil Brzoska       | vzpírání              | 2018        | [ 10 ] |
| Luděk Bukač        | lední hokej           | 2014        | [ 7 ]  |
| Milan Bureš        | atletika              | 2016        | [ 9 ]  |
| Zdeněk Ciller      | běh na lyžích         | 2015        | [ 8 ]  |
| Jiří Čechák        | atletika              | 2023        | [ 13 ] |
| Pavel Čechák       | atletika              | 2023        | [ 13 ] |
| Marie Čermáková    | skoky do vody         | 2013        | [ 6 ]  |
| Rudolf Černý       | atletika              | 2021        | [ 11 ] |
| Vojtěch Červínek   | cyklistika            | 2014        | [ 7 ]  |
| Lubomír Dobrý      | basketbal             | 2015        | [ 8 ]  |
| Josef Doktor       | rychlostní kanoistika | 2012        | [ 2 ]  |
| Milan Doleček      | veslování             | 2022        | [ 1 ]  |
| Pavel Doležel      | silniční cyklistika   | 2013        | [ 6 ]  |
| Václav Drbohlav    | jachtink              | 2018        | [ 10 ] |
| Bedřich Dvořák     | kanoistika            | 2013        | [ 6 ]  |
| Zdeněk Eret        | vzpírání              | 2022        | [ 1 ]  |
| Václav Fiřtík      | biatlon               | 2014        | [ 7 ]  |
| Stanislav Frühauf  | běh na lyžích         | 2018        | [ 10 ] |
| Josef Fuksa        | kanoistika            | 2017        | [ 4 ]  |
| Evžen Gonsior      | šachy                 | 2022        | [ 1 ]  |
| Karel Gut          | lední hokej           | 2012        | [ 2 ]  |
| Eva Haniaková      | fotbal                | 2023        | [ 13 ] |
| Vladimír Heger     | basketbal             | 2012        | [ 2 ]  |
| Svatopluk Henke    | cyklistika            | 2016        | [ 9 ]  |
| Luboš Hilgert      | vodní slalom          | 2018        | [ 10 ] |
| Ivan Hlinka        | lední hokej           | 2013        | [ 6 ]  |
| Jaroslav Holík     | lední hokej           | 2018        | [ 10 ] |
| Milan Janoušek     | biatlon               | 2018        | [ 10 ] |
| Jozef Jarabinský   | fotbal                | 2015        | [ 8 ]  |
| Milan Jašek        | para stolní tenis     | 2023        | [ 13 ] |
| Jan Karger         | basketbal             | 2018        | [ 10 ] |
| Pavel Korda        | tenis                 | 2015        | [ 8 ]  |
| Jindřich Kozubek   | skoky na trampolíně   | 2018        | [ 10 ] |
| Eduard Krützner    | ragby                 | 2015        | [ 8 ]  |
| Jiří Kyněra        | plavání               | 2022        | [ 1 ]  |
| Jan Kukal          | tenis                 | 2014        | [ 7 ]  |
| Miroslav Kváč      | atletika              | 2015        | [ 8 ]  |
| Petr Lacina        | badminton             | 2019        | [ 5 ]  |
| Milan Máčala       | fotbal                | 2016        | [ 9 ]  |
| Josef Masopust     | fotbal                | 2014        | [ 7 ]  |
| Vladimír Miko      | stolní tenis          | 2017        | [ 4 ]  |
| Josef Nalezený     | plavání               | 2016        | [ 9 ]  |
| Jaroslav Navrátil  | tenis                 | 2017        | [ 4 ]  |
| Miroslav Nekola    | volejbal              | 2018        | [ 10 ] |
| Stanislav Neveselý | lední hokej           | 2015        | [ 8 ]  |
| Petr Novák         | rychlobruslení        | 2014        | [ 7 ]  |
| Míla Nováková      | krasobruslení         | 2014        | [ 7 ]  |
| Marta Novotná      | stolní tenis          | 2016        | [ 9 ]  |
| Kamil Odehnal      | zápas                 | 2016        | [ 9 ]  |
| Zdeněk Pecka       | veslování             | 2012        | [ 2 ]  |
| Pavel Petera       | basketbal             | 2013        | [ 6 ]  |
| Josef Pešice       | fotbal                | 2018        | [ 10 ] |
| Aleš Poděbrad      | atletika              | 2014        | [ 7 ]  |
| Zdeněk Pommer      | volejbal              | 2012        | [ 2 ]  |
| Miroslav Pospíšil  | basketbal             | 2018        | [ 10 ] |
| Luděk Procházka    | fotbal                | 2022        | [ 1 ]  |
| Petr Přikryl       | plavání               | 2018        | [ 10 ] |
| Zdeněk Remsa       | skoky na lyžích       | 2016        | [ 9 ]  |
| Pavel Řeřábek      | volejbal              | 2014        | [ 7 ]  |
| Zdenka Schinzelová | moderní gymnastika    | 2019        | [ 5 ]  |
| Zdeněk Sláma       | ragby                 | 2021        | [ 11 ] |
| Ladislav Souček    | kanoistika            | 2015        | [ 8 ]  |
| Jaroslav Starosta  | veslování             | 2014        | [ 7 ]  |
| Jaroslav Strnad    | plavání               | 2023        | [ 13 ] |
| Václav Svoboda     | paracyklistika        | 2022        | [ 1 ]  |
| Josef Šilhavý      | atletika              | 2017        | [ 4 ]  |
| Jaroslav Šíp       | basketbal             | 2014        | [ 7 ]  |
| Ladislav Škorpil   | fotbal                | 2019        | [ 5 ]  |
| Pavel Špaček       | stolní tenis          | 2023        | [ 13 ] |
| Zdeněk Šváb        | stolní tenis          | 2019        | [ 5 ]  |
| Petr Topiarz       | jachtink              | 2021        | [ 11 ] |
| Dušan Uhrin        | fotbal                | 2012        | [ 2 ]  |
| Michal Vachun      | judo                  | 2014        | [ 7 ]  |
| Zdeněk Váňa        | atletika              | 2012        | [ 2 ]  |
| Jiří Vícha         | házená                | 2012        | [ 2 ]  |
| Miroslav Vondřička | basketbal             | 2012        | [ 2 ]  |
| Jan Vrábel         | atletika              | 2013        | [ 6 ]  |
| Pavel Vršecký      | dráhová cyklistika    | 2012        | [ 2 ]  |
| Vladimír Vůjtek    | lední hokej           | 2016        | [ 9 ]  |
| Ludvík Vyhnanovský | stolní tenis          | 2018        | [ 10 ] |
| Stanislav Vyzina   | sportovní gymnastika  | 2019        | [ 5 ]  |
| Pavel Wohl         | lední hokej           | 2023        | [ 13 ] |
| Ludvík Wolf        | judo                  | 2017        | [ 4 ]  |
| Jiří Zerzáň        | házená                | 2013        | [ 6 ]  |
| Jiří Zídek         | basketbal             | 2019        | [ 5 ]  |
| Svatopluk Žáček    | box                   | 2021        | [ 11 ] |
| Jaromír Žák        | cyklistika            | 2017        | [ 4 ]  |